# 93: бій за Україну
«93: бій за Україну» — військово-документальний фільм про бойовий шлях 93-ї окремої механізованої бригади «Холодний яр» у гібридній війні проти російської агресії на сході України.
Фільм побудований на розповідях військовослужбовців бригади (від комбрига до солдатів). У стрічку також увійшли відеозйомки учасників воєнних дій, що розпочались для бригади в березні 2014 року.
Це трилогія, перша частина якої була презентована Лідією Гужвою та Вадимом Вейді у 2017 році.
За словами Вадим Вейді. документальна стрічка «93: Бій за Україну» — це новітня історія України, розказана її творцями. Фільм задуманий  як трилогія, що розповідає про зростання бойового духу, перемоги та поразки, героїзм і самопожертву бійців, які стали на захист Батьківщини. 

## Сюжет
У першій частині — прикриття державного кордону на півночі Луганської області, куди вирушив 1-й батальйон, укомплектований військовослужбовцями контрактниками, це мобілізація 2-го та 3-го батальйонів та просування мережею блокпостів на Дебальцевському та Донецькому напрямках, це звільнення населених пунктів Селидове, Українськ, Карлівка, Нетайлове, Первомайське, Піски й Авдіївка, це трагічні події Іловайського напрямку, це славнозвісні бої за Донецьке летовище.
Хронометраж 50 хвилин, рік завершення 2018.
У другій частині — звільнення Опитного, деблокація «Зеніту», оборона Донецького летовища та суміжних територій: шахти «Бутівка», висоти «Муравейник», «Метеостанція», вежі управління польотами, пожежної частини, нового та старого терміналів.
Хронометраж 66 хвилин, рік завершення 2019.
У третій частині —бої 93-ї ОМБр на рубежі оборони від Красногорівки до Донецька. Бійці другого, третього та 20-го батальйону славетної бригади розповідають про свій бойовий шлях.
Хронометраж 69 хвилин, рік завершення 2023.

## Знімальна група[4]
- Сценаристи — Вейді Вадим Ярославович, Гужва Лідія Миколаївна.
- Режисерка — Гужва Лідія Миколаївна.
- Оператори — Дмитро Міняйло, Олександр Джантіміров, Олексій Юрченко.
- Монтаж — Дмитро Кісов, Вадим Вейді, Антон Дегода, Дмитро Жданов, Лідія Гужва, Михайло Возненко.
- Графіка — Олексій Сверліков.
- Музика — гурт Тінь Сонця, Сергій Василюк.
- Звукорежисер — Ігор Соломатін.
- Постпродакшн — Сергій Фомічов.
- Трейлер — Крістіан Жерегі.

За підтримки командира 93-ї ОМБр полковника Владислава Клочкова.

## Покази
Прем'єри документальної стрічки «93: бій за Україну» відбулись:
- 20 жовтня 2017 року Київ — Національний музей історії України у Другій світовій війні
- 28 жовтня 2017 року Запоріжжя — кінотеатр «Довженка»
- 2 листопада 2017 року Дніпро — Дніпропетровська обласна державна адміністрація
- 6 листопада 2017 року Київ, Нові Петрівці — Національний музей оборони Києва
- 7 листопада 2017 року Київ — Київський національний університет імені Тараса Шевченка, військова кафедра
- 10 листопада 2017 року Львів — Національна академія сухопутних військ імені гетьмана Петра Сагайдачного
- 11 листопада 2017 року Львів — Lviv Film Center
- 13 листопада 2017 року Львів — Міжнародний центр миротворчості та безпеки
- 4 грудня 2017 року Бердянськ — Центр культури та дозвілля «Софіт»
- 5 грудня 2017 року Черкаське — Гарнізонний будинок Офіцерів
- 18 грудня 2017 року Тернопіль — ІІ Всеукраїнський форум «КіноХвиля», «Палаці Кіно»
- 20 грудня 2017 року Кривий Ріг — кінотеатр «ОЛІМП»
- 1 лютого 2018 року Київ — Національний університет оборони України імені Івана Черняховського
- 1 березня 2018 року Київ — Верховна Рада України
- 30 березня 2018 року Харків — Харківський національний університет повітряних сил імені Івана Кожедуба
- 31 березня 2018 року Харків — Боммер (кінотеатр)

Фільм показано в ефірі загальнонаціональних телеканалів НСТУ та 5 канал, Рада (телеканал)

## Критика
Документальна стрічка «93: бій за Україну» потрапила в рейтинг топ-7 фільмів про бійців АТО, які варто подивитися українцям за версією «NTW West Media». Фільм також отримав позитивні відгуки глядачів та ЗМІ у багатьох містах України.